# La caça de l'home
La caça de l'home o simplement La caça (títol original en anglès: The Chase) és una pel·lícula dels Estats Units d'Arthur Penn estrenada el 1966. Ha estat doblada al català.

## Argument
En una petita ciutat del Sud dels Estats Units, hom s'assabenta que Bubber Reeves s'acaba d'evadir de la presó. Aquesta notícia posa en tensió els seus habitants, que temen la tornada del noi. Després d'algunes peripècies, Reeves acaba tornant un vespre de cap de setmana en què, en un clima d'excés i de festa, i malgrat els esforços del sgeridf Calder, la seva evasió gira cap al drama.

## Repartiment
- Marlon Brando: Calder
- Jane Fonda: Anna
- Robert Redford: Bubber Reeves
- E.G. Marshall: Val Rogers
- Angie Dickinson: Ruby Calder
- Janice Rule: Emily Stewart
- Miriam Hopkins: Sra. Reeves
- Martha Hyer: Mary Fuller
- Richard Bradford: Damon Fuller
- Robert Duvall: Edwin Stewart
- James Fox: Jason Rogers (Jake)
- Steve Ihnat: Archie
- Jocelyn Brando: Sra. Briggs
- Katherine Walsh: Verna Dee
- Clifton James: Lem
- Diana Hyland: Elizabeth Rogers
- Bruce Cabot: Sol

I, entre els actors que no surten als crèdits :
- James Anderson: Un presoner evadit
- Eduardo Ciannelli: M. Siftifieus
- Grady Sutton: Un convidat de la festa

## Al voltant de la pel·lícula
En l'escena de pallissa de Marlon Brando, per exacerbar la seva violència, l'escenògraf va demanar als actors que donessin cops de puny al ralentí - amb impacte real nul, els cops no van ferir doncs l'actor. L'escena va ser després passada a velocitat  normal, cosa que torna els cops donats més impressionants i suggereix una brutalitat més gran encara.
Penn va sortir fastiguejat de l'experiència de  La caça de l'home , sabotejada pel seu productor Sam Spiegel.